# Yū Aoi
Yū Aoi (蒼井 優?, Aoi Yū; Kasuga, 17 agosto 1985) è un'attrice e modella giapponese, che si è fatta conoscere anche al di fuori dal suo paese soprattutto grazie all'interpretazione di Megumi Takani in Rurōni Kenshin.

## Biografia
Nel 2019 ha sposato il comico e personaggio radiofonico e televisivo giapponese Ryōta Yamasato.

## Filmografia
- Lily Chou-Chou no subete, regia di Shunji Iwai (2001)
- Gaichū, regia di Akihiko Shiota (2001)
- Guuzen nimo saiaku na shounen, regia di Su-yeon Gu (2003)
- 1980, regia di Kera (2003)
- Hana and Alice (Hana to Arisu), regia di Shunji Iwai (2004)
- Mask de 41, regia di Tenshi Matsumoto (2004)
- Uminako, regia di Yoshimitsu Morita (2004)
- Jukai, regia di Futoshi Kamino (2005)
- Tetsujin 28 (Tetsujin niju-hachigo), regia di Shin Togashi (2005)
- Kame wa igai to hayaku oyogu, regia di Satoshi Miki (2005)
- Letters from Nirai Kanai, (Nirai kanai kara no tegami), regia di Naoto Kumazawa (2005)
- Shining Boy & Little Randy (Hoshi ni natta shônen), regia di Shunsaku Kawake (2005)
- Henshin, regia di Tomoki Sano (2005)
- Otoko-tachi no Yamato, regia di Jun'ya Satō (2005)
- Honey and Clover (Hachimitsu to kurōbā), regia di Masahiro Takada (2006)
- Mushishi, regia di Katsuhiro Ōtomo (2006)
- Hula Girls, regia di Lee Sang-il (2006)
- Tekkonkinkreet - Soli contro tutti (Tekkon kinkurîto), regia di Michael Arias (2006) - voce
- Rainbow Song (Niji no megami), regia di Naoto Kumazawa (2006)
- Sugar & spice: Fūmi zekka, regia di Isamu Nakae (2006)
- Quiet room ni yōkoso, regia di Suzuki Matsuo (2007)
- Ashita e no yuigon, regia di Takashi Koizumi (2008)
- Don't Laugh at My Romance (Hito no sekkusu o warauna), regia di Nami Iguchi (2008)
- One Million Yen Girl (Hyakuman-en to nigamushi onna), regia di Yuki Tanada (2008)
- Shaking Tokyo, episodio di Tokyo!, regia di Bong Joon-ho (2008)
- Honokaa bôi, regia di Atsushi Sanada (2009)
- Ikechan and Me (Ike-chan to boku), regia di Toshihiko Ôoka (2009) - voce
- Redline, regia di Takeshi Koike (2009) - voce
- Otōto - Suo fratello (Otōto), regia di Yōji Yamada (2010)
- Flowers, regia di Norihiro Koizumi (2010)
- Raiou, regia di Ryūichi Hiroki (2010)
- Vampire, regia di Shunji Iwai (2011)
- Yōgashi-ten koandoru, regia di Yoshihiro Fukagawa (2011)
- Tamatama, regia di Mayumi Komatsu (2011)
- Rurouni Kenshin, regia di Keishi Ōtomo (2012)
- Tokyo family (Tōkyō kazoku), regia di Yōji Yamada (2013)
- Capitan Harlock, regia di Shinji Aramaki (2013) - voce
- Zipang Punk, regia di Hidenori Inoue (2014)
- Haru wo seotte, regia di Daisaku Kimura (2014)
- Rurouni Kenshin: Kyoto Inferno, regia di Keishi Ōtomo (2014)
- Rurouni Kenshin: The Legend Ends, regia di Keishi Ōtomo (2014)
- The Case of Hana & Alice (Hana to Arisu satsujin jiken), regia di Shunji Iwai (2015) - voce
- Journey to the shore (Kishibe no tabi), regia di Kiyoshi Kurosawa (2015)
- What a Wonderful Family! (Kazoku wa Tsurai yo), regia di Yōji Yamada (2016)
- Ōbā fensu, regia di Nobuhiro Yamashita (2016)
- Azumi Haruko wa yukue fumei, regia di Daigo Matsui (2016)
- What a Wonderful Family! 2 (Kazoku wa Tsurai yo 2), regia di Yōji Yamada (2017)
- Tokyo Ghoul - Il film (Tōkyō gūru), regia di Kentarō Hagiwara (2017)
- Kanojo ga sono na wo shiranai toritachi, regia di Kazuya Shiraishi (2017)
- Mix, regia di Jun'ichi Ishikawa (2017)
- What a Wonderful Family! 3 (Tsuma yo bara no yô ni: Kazoku wa tsuraiyo III), regia di Yōji Yamada (2018)
- Spy no tsuma, regia di Kiyoshi Kurosawa – film TV (2020)
- Rurouni Kenshin: The Final, regia di Keishi Ōtomo (2021)